# Le Chalon
Pour les articles homonymes, voir Chalon.
Le Chalon est une commune française située dans le département de la Drôme, en région Auvergne-Rhône-Alpes.
Ses habitants sont dénommés les Chalonais(es).

## Géographie

### Localisation
Le Chalon est située à 14 km au nord de Romans-sur-Isère.

### Hydrographie
- La commune est traversée par le ruisseau le Chalon[1].

C'est un torrent qui prend sa source sur la commune de Saint-Bonnet-de-Valclérieux ; il délimite ensuite cette dernière avec Montmiral. En aval, il délimite les communes de Onay et de Saint-Michel-sur-Savasse. Il traverse en son milieu la commune du Chalon, puis il longe les communes de Geyssans, Arthémonay, Margès, Peyrins, Saint-Donat-sur-l'Herbasse, Saint-Bardoux, Granges-les-Beaumont et Romans-sur-Isère. Il se jette dans l'Isère.
En 1891, il a un parcours de 26,71 kilomètres, une largeur moyenne de 26,70 m, une pente de 401,50 m, un débit ordinaire de 0,268 m3, extraordinaire de 80 m3.
Il est attesté :
en 908 : rivus Calone (cartulaire de Romans, 108 bis),
en 1130 : rivulus de Calona (cartulaire de Romans, 277),
en 1449 : rivus vocatus Charlons (terrier de Vernaison),
en 1477 : rivus Chaloni (terrier de Saint-Just),
en 1514 : ripparia Challonis (archives de la Drôme, E 1855),
en 1612 : le rif de Challon (archives de la Drôme, E 69),
au XVIIIe siècle : le Chalon de Gigourioux (Carte de Cassini).
En 1891, il est dit porter d'autres noms pour son cours inférieur.

### Climat
Pour des articles plus généraux, voir Climat d'Auvergne-Rhône-Alpes et Climat de la Drôme.
En 2010, le climat de la commune est de type climat méditerranéen altéré, selon une étude du CNRS s'appuyant sur une série de données couvrant la période 1971-2000. En 2020, Météo-France publie une typologie des climats de la France métropolitaine dans laquelle la commune est exposée à un climat de montagne ou de marges de montagne et est dans la région climatique  Moyenne vallée du Rhône, caractérisée par un bon ensoleillement en été (fraction d’insolation > 60 %), une forte amplitude thermique annuelle (4 à 20 °C), un air sec en toutes saisons, orageux en été, des vents forts (mistral), une pluviométrie élevée en automne (250 à 300 mm). 
Pour la période 1971-2000, la température annuelle moyenne est de 11,1 °C, avec une amplitude thermique annuelle de 17,5 °C. Le cumul annuel moyen de précipitations est de 1 018 mm, avec 8,8 jours de précipitations en janvier et 6 jours en juillet. Pour la période 1991-2020, la température moyenne annuelle observée sur la station météorologique de Météo-France la plus proche, « Saint-Christophe-L_sapc »sur la commune de Saint-Christophe-et-le-Laris à 6 km à vol d'oiseau, est de 11,9 °C et le cumul annuel moyen de précipitations est de 1 004,4 mm,. Pour l'avenir, les paramètres climatiques de la commune estimés pour 2050 selon différents scénarios d'émission de gaz à effet de serre sont consultables sur un site dédié publié par Météo-France en novembre 2022.

## Urbanisme

### Typologie
Au 1er janvier 2024, Le Chalon est catégorisée commune rurale à habitat très dispersé, selon la nouvelle grille communale de densité à 7 niveaux définie par l'Insee en 2022.
Elle est située hors unité urbaine. Par ailleurs la commune fait partie de l'aire d'attraction de Romans-sur-Isère, dont elle est une commune de la couronne,. Cette aire, qui regroupe 30 communes, est catégorisée dans les aires de 50 000 à moins de 200 000 habitants,.

### Occupation des sols
L'occupation des sols de la commune, telle qu'elle ressort de la base de données européenne d’occupation biophysique des sols Corine Land Cover (CLC), est marquée par l'importance des territoires agricoles (53,4 % en 2018), une proportion identique à celle de 1990 (53,4 %). La répartition détaillée en 2018 est la suivante : 
forêts (46,6 %), prairies (36,4 %), terres arables (16,6 %), zones agricoles hétérogènes (0,4 %). L'évolution de l’occupation des sols de la commune et de ses infrastructures peut être observée sur les différentes représentations cartographiques du territoire : la carte de Cassini (XVIIIe siècle), la carte d'état-major (1820-1866) et les cartes ou photos aériennes de l'IGN pour la période actuelle (1950 à aujourd'hui).

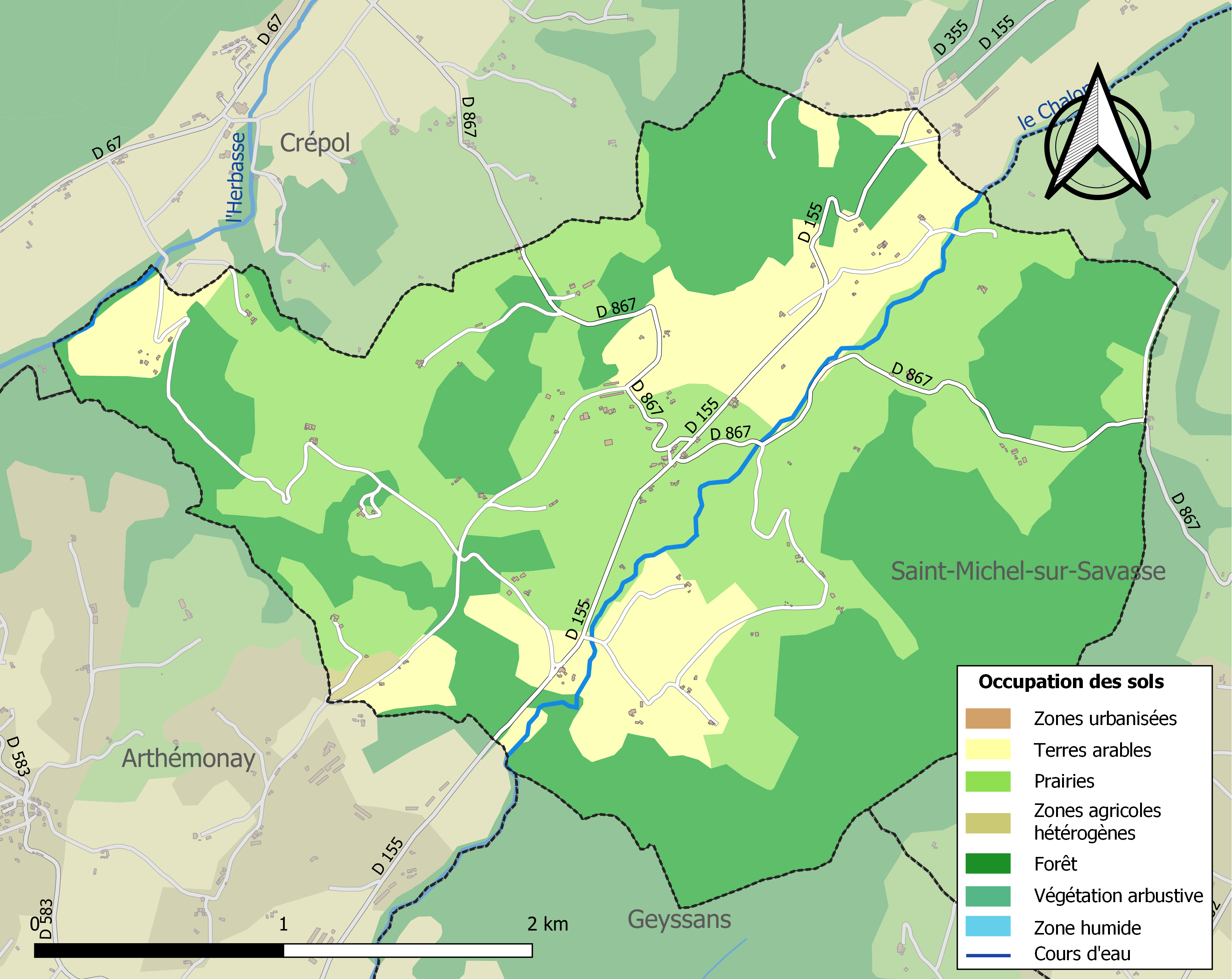
Carte des infrastructures et de l'occupation des sols de la commune en 2018 (CLC).

### Morphologie urbaine

#### Hameaux et lieux-dits
Anciens quartiers :
- Le quartier les Alberts est attesté en 1891. Il était dénommé Gorgones en 1536 (terrier de Crépol), les Alberz en 1672 (parcellaire) puis les Alberts (plan cadastral [non daté])[14].

## Toponymie

### Attestations
Dictionnaire topographique du département de la Drôme :
- 1000 : villa de Berbegatis (cartulaire de Romans, 126).
- 1083 : villa Sancti Michaelis de Berbeiatis (cartulaire de Romans, 81).
- XIVe siècle : mention de la paroisse : capella Sancti Michaelis Barbayris (pouillé de Vienne).
- 1393 : Saint-Michel de Berbrays (archives de la Drôme, E 2287).
- 1458 : Sanctus Michael de Berbiex (archives de la Drôme, E 1212).
- 1517 : apud Chalonem (terrier de Saint-Just).
- 1536 : Challon (terrier de Crépol).
- 1777 : Chalon Saint-Christophe (état de section).
- 1788 : Le Chalon de Crespol (alman. du Dauphiné).
- 1891 : Le Chalon, commune du canton de Romans.

## Histoire

### Du Moyen Âge à la Révolution
Avant 1790, le Chalon était une paroisse de la communauté de Crépol et du diocèse de Vienne. son église était dédiée à saint Michel et les dîmes appartenaient au collège de Tournon, comme prieur de Saint-Donat.

### De la Révolution à nos jours
Partagé en 1790 entre les municipalités de Crépol, de Geyssans, de Montmiral et d'Arthemonay, le Chalon est devenu succursale en 1826.
La paroisse a été érigée en commune distincte le 29 juin 1854.

## Politique et administration

### Liste des maires
| Période                                                                      | Période                      | Identité                             | Étiquette | Qualité       |
| ---------------------------------------------------------------------------- | ---------------------------- | ------------------------------------ | --------- | ------------- |
| Les données manquantes sont à compléter. : de la Révolution au Second Empire |                              |                                      |           |               |
| 1790                                                                         | 1854                         | ?                                    |           |               |
| 1854                                                                         | 1859                         | Jean-Symphorien Guilhermet           |           |               |
| 1859                                                                         | 1871                         | Joseph Guilhermet                    |           |               |
| Les données manquantes sont à compléter. : depuis la fin du Second Empire    |                              |                                      |           |               |
| 1871                                                                         | 1874                         | Joseph Guilhermet                    |           | maire sortant |
| 1874                                                                         | 1878                         | Joseph Guilhermet                    |           | maire sortant |
| 1878                                                                         | 1884                         | Joseph Guilhermet                    |           | maire sortant |
| 1884                                                                         | 1888                         | Marius Guilhermet                    |           |               |
| 1888                                                                         | 1892                         | Marius Guilhermet                    |           | maire sortant |
| 1892                                                                         | 1896                         | Marius Guilhermet                    |           | maire sortant |
| 1896                                                                         | 1900                         | ?                                    |           |               |
| 1900                                                                         | 1904                         | ?                                    |           |               |
| 1904                                                                         | 1908                         | ?                                    |           |               |
| 1908                                                                         | 1912                         | ?                                    |           |               |
| 1912                                                                         | 1919                         | ?                                    |           |               |
| 1919                                                                         | 1925                         | Adolphe Dochier                      |           |               |
| 1925                                                                         | 1929                         | Adolphe Dochier                      |           | maire sortant |
| 1929                                                                         |                              | Marius Feydel                        |           |               |
| 1935                                                                         | 1945                         | Marius Feydel                        |           | maire sortant |
| 1945                                                                         | 1947                         | Marius Feydel                        |           | maire sortant |
| 1947                                                                         | 1953                         | Jean Menier                          |           |               |
| 1953                                                                         | 1959                         | Jean Menier                          |           | maire sortant |
| 1959                                                                         | 1965                         | Jean Menier                          |           | maire sortant |
| 1965                                                                         | 1971                         | Jean Menier                          |           | maire sortant |
| 1971                                                                         | 1977                         | Lucien Boissieux                     | PS        |               |
| 1977                                                                         | 1983                         | Lucien Boissieux                     |           | maire sortant |
| 1983                                                                         | 1989                         | Marcel Tardy                         |           |               |
| 1989                                                                         | 1995                         | Marcel Tardy                         |           | maire sortant |
| 1995                                                                         | 2001                         | Marcel Tardy                         |           | maire sortant |
| 2001                                                                         | 2008                         | Bernard Robin                        |           |               |
| 2008                                                                         | 2014                         | Bernard Robin                        |           | maire sortant |
| 2014                                                                         | 2020                         | François Caumes                      |           |               |
| 2020                                                                         | En cours (au 1 février 2021) | François Caumes[source insuffisante] |           | maire sortant |

### Rattachements administratifs et électoraux
Administrativement la commune est comprise dans l'arrondissement de Die, dans le canton de Crest.
Elle est également une commune adhérente de la communauté de communes du Val de Drôme qui comprend trente communes et dont le siège est situé à Eurre.

## Population et société

### Démographie
L'évolution du nombre d'habitants est connue à travers les recensements de la population effectués dans la commune depuis 1856. Pour les communes de moins de 10 000 habitants, une enquête de recensement portant sur toute la population est réalisée tous les cinq ans, les populations de référence des années intermédiaires étant quant à elles estimées par interpolation ou extrapolation. Pour la commune, le premier recensement exhaustif entrant dans le cadre du nouveau dispositif a été réalisé en 2004.

En 2022, la commune comptait 200 habitants, en évolution de −5,21 % par rapport à 2016 (Drôme : +2,64 %, France hors Mayotte : +2,11 %).
| 1856 | 1861 | 1866 | 1872 | 1876 | 1881 | 1886 | 1891 | 1896 |
| ---- | ---- | ---- | ---- | ---- | ---- | ---- | ---- | ---- |
| 332  | 339  | 301  | 301  | 304  | 277  | 273  | 290  | 277  |

| 1901 | 1906 | 1911 | 1921 | 1926 | 1931 | 1936 | 1946 | 1954 |
| ---- | ---- | ---- | ---- | ---- | ---- | ---- | ---- | ---- |
| 278  | 250  | 258  | 215  | 176  | 162  | 152  | 166  | 161  |

| 1962 | 1968 | 1975 | 1982 | 1990 | 1999 | 2004 | 2006 | 2009 |
| ---- | ---- | ---- | ---- | ---- | ---- | ---- | ---- | ---- |
| 141  | 138  | 129  | 132  | 147  | 157  | 162  | 160  | 210  |

| 2014 | 2019 | 2022 | - | - | - | - | - | - |
| ---- | ---- | ---- | - | - | - | - | - | - |
| 212  | 211  | 200  | - | - | - | - | - | - |

### Manifestations culturelles et festivités
- Fête : dernier dimanche d'août[21].

### Médias
La population de la commune se situe dans l'aire de diffusion de plusieurs médias :
- Presse écrite
  - Le Dauphiné libéré, quotidien régional
  - L'Agriculture Drômoise, journal d'informations agricoles et rurales, couvre l'ensemble du département de la Drôme.
  - Drôme Hebdo (ancien Peuple Libre), hebdomadaire chrétien d'informations.
- Presse audio-visuelle
  - Ici Drôme Ardèche est une radio publique diffusée sur son territoire et celui du département de la Drôme.

### Cultes
La communauté catholique et l'église paroissiale (propriété de la commune) sont rattachées à la paroisse Notre Dame des Collines de l’Herbasse, elle-même relevant du diocèse de Valence.

## Économie

### Agriculture
En 1992 : pâturages (bovins, ovins), céréales.
- Foire : le samedi suivant le 18 octobre[21].

### Tourisme
- Paysage bocagé[21].

## Culture locale et patrimoine

### Lieux et monuments
- La Robinière, ancienne maison forte[21]. attestée au milieu du XVIe siècle.

Le site Géoportail (plan et carte IGN) mentionne le lieu-dit avec le nom de Bobinière mais la route qui y mène s'appelle route de la Robinière.
- Fermes en limousinerie[21].
- Église Saint-Joseph du Chalon du XIXe siècle[21].

### Héraldique, logotype et devise
|  | Le Chalon possède des armoiries dont l'origine et le blasonnement exact ne sont pas disponibles. |